# 吉岡宣男
吉岡 宣男（よしおか のぶお、1943年 - ）は、日本の元アマチュア野球選手（内野手、外野手）。

## 経歴・人物
山城高等学校では1961年の夏の甲子園では一塁手、中継ぎ投手として、活躍したが、1回戦で岐阜商業高校に敗れた。
高校卒業後は、立命館大学に進学。二塁手として活躍する。関西六大学野球リーグでは3度優勝。1965年の全日本大学野球選手権大会では、決勝でエース芝池博明を擁する専大に敗れ準優勝。大学同期に阪本敏三らがいる。
1965年のドラフト会議で西鉄ライオンズに2位指名されたが、入団を拒否し、日本生命に入社した。その後、主に右翼手として活躍し、第37回都市対抗野球大会から5年連続で出場した。1970年の全国社会人野球東京大会では、1回戦で先制ホームランを打つなどの活躍をし、当大会の優秀選手にも選ばれた。